# João Luís Collaço
João Luís Collaço (Tubarão, 8 de maio de 1850 – ) foi um político brasileiro.
Casou com Elisa Georgina Nunes Barreto Collaço, pais de Joe Collaço.
Foi deputado à Assembleia Legislativa de Santa Catarina na 2ª legislatura (1896 — 1897), na 7ª legislatura (1910 — 1912), na 8ª legislatura (1913 — 1915), e na 11ª legislatura (1922 — 1924).
Foi prefeito de Tubarão.